# مزون المليحان

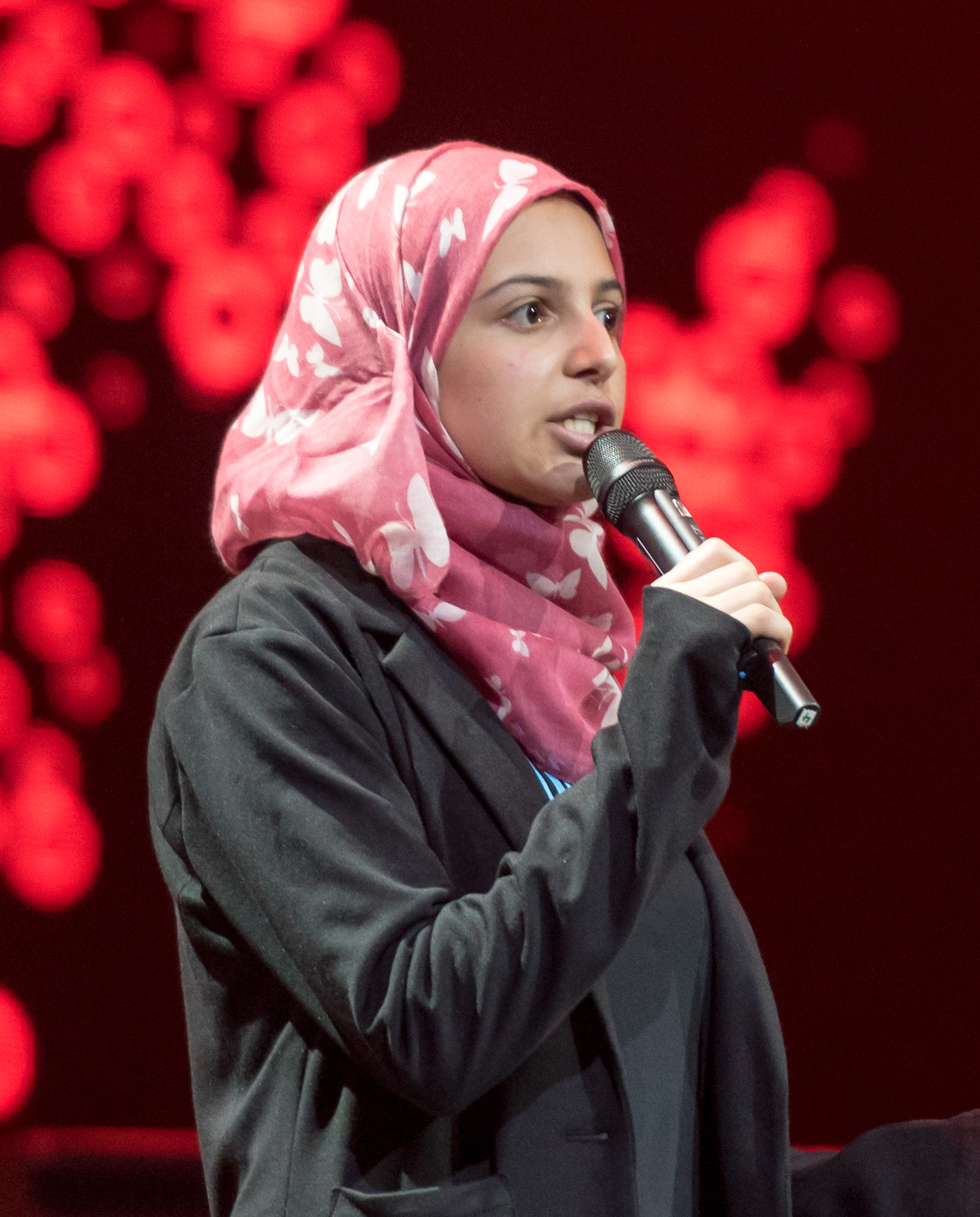
مزون المليحان في مهرجان المواطن العالمي في هامبورغ (2017)

مزون المليحان (مواليد 1999) هي ناشطة سورية لاجئة مقيمة في المملكة المتحدة. وهي معروفة بعملها لإبقاء الفتيات السوريات في المدارس، أُطلق عليها لقب "ملالا سوريا". في يونيو 2017، أصبحت أصغر سفيرة للنوايا الحسنة لليونيسف.

## السيرة الشخصية
ولدت مزون المليحان في 16 نيسان 1999، والدها راكان المليحان ووالدتها إيمان المليحان. نشأت في مدينة درعا السورية. كان والدها مدرسًا. لديها شقيقان وأخت أصغر. بعد اندلاع الحرب الأهلية السورية، حاصرت الحكومة مدينتهم. في أوائل عام 2014، انتقلت عائلتها إلى الأردن عندما اشتد القتال في عام 2014 وعاشت في مخيمات اللاجئين لمدة ثلاث سنوات. أُجبرت عائلة المليحان على الانتقال عدة مرات. عندما هربت عائلتها من درعا لأول مرة للجوء إلى مخيمات اللاجئين في الأردن، تدّعي مزون أن كل ما أخذته معها كان كتبها لأن التعليم كان أهم شيء بالنسبة لها. كان المخيم الأول الذي عاشوا فيه هو مخيم الزعتري، ومن هناك انتقلوا إلى مخيم الأزرق. تلقّت عائلتها عروضاً للانتقال إلى كندا أو السويد إلا أن الوالد رفض هذه العروض لأسبابٍ لوجستية. تفاوضت العائلة لاحقًا للانتقال إلى المملكة المتحدة بموجب خطة أعلنها ديفيد كاميرون في سبتمبر 2015، حيث تخطط الحكومة البريطانية بموجبها لقبول 20 ألف لاجئ سوري. أحضرت العائلة إلى نيوكاسل بعد شهرين ونصف، كونها من بين اللاجئين السوريين الأوائل الذين قبلوا في المملكة المتحدة. سُجّل أطفال المليحان في مدرسة محلية، وكانت مزون المليحان من بين تسعة أطفال لاجئين في مدرسة كينتون،  أبدت رغبتها في أن تصبح صحفية. ذكرت أنها وجدت صعوبة في التكيف مع اللغة الإنجليزية.

## النشاط
كان دافع مزون المليحان إلى الدعوة لتعليم الفتيات حقيقة أن نصف الفتيات الأربعين في صفها في الزعتري كنّ قد تسربن من المدرسة للزواج. ازداد زواج الأطفال بشكل كبير بعد اندلاع الحرب الأهلية، وإن لم يكن هذا الأمر شائعًا بشكل خاص في سوريا. اشتهرت مزون بمحاولة إقناع الآباء بترك أطفالهم، وخاصة الفتيات، في مدارس اللاجئين بدلاً من تزويجهم مبكرًا. كما حاولت إقناع الأطفال بالبقاء في المدرسة ومعارضة زواج الأطفال.
مزون المليحان صديقة ملالا يوسفزي، حيث التقتا في عام 2014 عندما زارت يوسفزي مخيم اللاجئين حيث كانت مزون تقيم. وفي وقت لاحق، دعت ملالا مزون إلى حفل تسلمها جائزة نوبل للسلام. كما زارتها ملالا عند وصول الأخيرة إلى المملكة المتحدة. نال نشاط مزون التقدير في عدد من البلدان،  حيث لقّبت "ملالا سوريا". في عام 2015، وأدرجتها قناة بي بي سي كإحدى أكثر 100 امرأة تأثيراً.
في 16 أكتوبر/تشرين الأول 2017، عادت مزون إلى الأردن للمرة الأولى بعد هجرتها لدعم ومساعدة الطلاب السوريين المنكوبين بالحرب الذين كانوا مصممين على الحصول على التعليم حتى في أصعب الظروف داخل البلاد.
أصبحت مزون المليحان أصغر سفيرة للنوايا الحسنة لليونيسف في يونيو 2017.

## أنظر أيضاً
- ملالا يوسفزي

## روابط خارجية
- مقال رأي للمليحان ويوسفزي